# Tonjong (Majalengka)
Tonjong is een bestuurslaag in het regentschap Majalengka van de provincie West-Java, Indonesië. Tonjong telt 3970 inwoners (volkstelling 2010).